# Serafino Dubois
Serafino Dubois ( nacido el 10 de octubre de 1817 en Roma, fallecido el 15 de enero de 1899 también en Roma ) fue un ajedrecista italiano , el mejor del país entre las décadas de 1850 y 1860. Es conocido como teórico del Ajedrez, y también como promotor del ajedrez en Italia.

## Trayectoria como ajedrecista
Los inicios de su carrera coincidieron con una época en que las reglas del ajedrez en Italia eran diferentes de las del resto de Europa. Dubois no tenía suficiente con ser reconocido como el mejor jugador en Italia, y necesitaba demostrar que también podía ser un gran jugador a nivel europeo.
Hasta mediados del siglo XIX, los torneos de ajedrez eran muy escasos, por lo que la mayoría de los grandes jugadores estaban limitados a jugar encuentros entre ellos, a menudo con una sustancial bolsa de premios que era financiada por ellos mismos o por sus mecenas. Entre 1840 y 1860 Dubois jugó muchos encuentros contra varios de los mejores jugadores europeos, con unas buenas puntuaciones, incluso cuando concedía ventaja de peón y jugada a sus rivales.
En 1846, en Roma, jugó muchas partidas contra Marmaduke Wyvill , que en aquel momento era uno de los mejores jugadores ingleses, con un marcador de 55-26 a favor de Dubois cuando no concedía ventaja, pero de 39-30 a favor de Wyvill cuando Dubois concedía ventaja de peón y jugada.
En 1855 visitó París y el famoso Café de la Régence , una meca para los mejores jugadores de todo el mundo, y jugó no menos de cuatro encuentros, ganando contra Jules Arnous de Rivière por 25-7, a James D. Seguin por 5 -1, y Wincenty Budzyński por 13 ½ -6 ½, pero perdiendo por 4-1 contra S. Lecrivain.
En 1856 venció a Kowsky 11 ½ -1 ½ y jugó otro partido contra Rivière, aunque el resultado no se ha conservado. Dos años más tarde jugó contra el famoso novelista ruso Iván Turguénev en el Cafe Antonini de Roma, y él ganó en 25 jugadas, concediendo ventaja de peón y jugada. La partida fue publicada más tarde en la revista La Nuova Rivista degli Scacchi en 1880.
Su mejor actuación se produjo en el Torneo de Londres de 1862, donde acabó 5.º con 9 puntos, por delante de Wilhelm Steinitz , quien posteriormente se convertiría en el primer Campeón del Mundo oficial. Dubois ganó un premio de 10 £ , una cantidad actualmente equivalente a 700 £, y después de que terminara el Torneo, Steinitz lo retó para jugar un enfrentamiento. El futuro Campeón del Mundo ganó a Dubois por 5 ½ -3 ½. Dubois ganó varios encuentros el mismo año contra Cornelius Bonetti ( 11 ½ -1 ½ ) y contra Valentine Green, el primero por 5-0 y el segundo por 5 ½ - ½.

## Dubois y el Ajedrez en Italia
Dubois fue a vivir a los Países Bajos en abril de 1863 y estuvo allí durante unos dos años, pero finalmente no se adaptó al clima, y retornó a Roma, donde se concentró en la escritura, y en la su labor de promoción de las reglas italianas del Ajedrez.
Desde finales de la década de 1850 hasta comienzos de la década de 1870, Serafino Dubois se carteó regularmente con maestros franceses y rusos sobre cómo lograr la unidad en las reglas del ajedrez. En particular, Dubois estaba muy interesado en establecer el enroque libre que estaba permitido bajo las reglas italianas pero no por las europeas. En el enroque libre, el Rey y la Torre , después de saltar uno por encima del otro, pueden ir a cualquier casilla hasta la que ocupaba la otra pieza, incluida.
Había también otras diferencias significativas en las reglas: en Italia, estaba prohibido tomar un peón en la deonominada Captura al paso, y los peones solo podían ser promocionados a alguna pieza previamente capturada durante la partida. Esta regla tenía el añadido de que si un peón lograba la octava fila antes de que se hubiera capturado ninguna pieza de su color, había que permanecer 'suspendido' hasta que no se capturara alguna, momento en que la promoción sería posible.
Dubois debatía sobre estos aspectos en sus escritos del momento. En 1847 se convirtió en el editor de la primera columna de la revista de Ajedrez italiana L´Album en Roma, y en 1859 fue coeditor con Augusto Ferrante de la revista de Ajedrez La Rivista degli Scacchi. Publicó un trabajo en tres volúmenes sobre las diferencias entre las reglas italianas y europeas, en el que abogaba fuertemente por la defensa del enroque libre.
Sin embargo, hacia la década de 1880 Italia adoptó las reglas europeas, aunque no fue hasta finales de siglo que fueron plentamente aceptadas en el país.

## Legado
Dubois fue el mejor jugador italiano en el periodo en las décadas de 1850 y 1860. Posteriormente ha sido evaluado con un E virtual de 2642 puntos en enero de 1857 por Chessmetrics. Según Chessmetrcis, Dubois fue el número 1 mundial entre marzo de 1856 y agosto de 1858, momento en que fue desbancado por Paul Morphy.
Fue una persona muy influyente en el mundo del Ajedrez italiano. Escribió muchos artículos relativos a aperturas de Ajedrez. Se llaman en honor a él, la Variante Dubois de la Apertura vienesa, también denominado Gambito Hamppe-Muzio (C25), así como la Defensa Dubois-Reti del Gambito escocés (C44).

## Obras
- Les principales ouvertures du jeu des échecs dans les deux manières italienne et française, Roma 1845
- Le principali aperture del giuoco di scacchi sviluppate secondo i due diversi sistemi italiano e francese, zwei Bände, Roma 1868-1872
- L'arroccamento italiano e l'arroccamento francese e europeo, Roma 1874